# Abdulmaid Kiram Muin

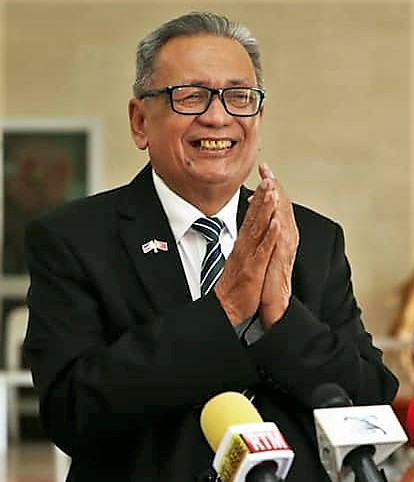
Abdulmaid Kiram Muin (2022)

Abdulmaid Kiram Muin ist ein Diplomat der Philippinen.
Muin erhielt 1995 einen Master-Titel im Fach National Security Administration am National Defence College der Philippinen (NDCP) in Fort Bonifacio. Außerdem absolvierte er 2001 einen Generalstabskurs beim Naval Education and Training Command in San Antonio (Zambales), mit dem er den Rang eines Kapitäns der Reserve erhielt.
Am 8. Februar 2017 wurde Muin zum philippinischen Botschafter in Osttimor ernannt. Seine Akkreditierung übergab er am 10. Oktober 2017.